# Dovići
Dovići (szerbül: Довићи), település Bosznia-Hercegovinában, Laktaši községben, Bosanska krajina területén, a Szerb Köztársaságban. 

## Fekvése
Bosznia-Hercegovina északi részén, Banja Lukától légvonalban 14, közúton 20 km-re északkeletre, községközpontjától légvonalban 4, közúton 8 km-re délre, az Orbász jobb oldali mellékvize, a Turjanica-pataktól északra és keletre fekvő dombokon, 132-209 méteres magasságban fekszik. A településen 2,3 km hosszú út halad át, melyet 2006-ban aszfaltoztak. Az északi oldalon a Klašnice-Prnjavor főút, a teljes déli oldalon a Turjanica-patak, amelyen 2000-ig öt vízimalom működött. A falu fele síkvidéki és árvízveszélyes (Dovića-síkság, ahol Žabići és Đukići falvak találhatók), a falu északi részén pedig a Karač-hegy magasodik, ahol Rakići és Kneževići falvak találhatók. Dovići szeres típusú falu, mely viszonylag sűrűn lakott. Két temetővel is rendelkezik. Boškovići, Veliko Blaško, Kadinjani, Malo Blaško és Čardačani falvak veszik körül.

## Népessége
| Nemzetiségi csoport | Népesség 1991 | Népesség 2013 |
| ------------------- | ------------- | ------------- |
| Szerb               | 270           | 325           |
| Bosnyák             | 0             | 0             |
| Horvát              | 1             | 1             |
| Jugoszláv           | 17            | 0             |
| Egyéb               | 22            | 10            |
| Összesen            | 310           | 336           |

## Története
A falu keletkezéséről és népesség származására vonatkozóan nincsenek meggyőző és megbízható adatok. A település 1878-ig tartozott az Oszmán Birodalomhoz, ekkor a berlini kongresszus határozata alapján az Osztrák-Magyar Monarchia része lett. 1879-ben az első osztrák-magyar népszámlálás során a Banja Luka-i járáshoz tartozó településnek 12 háztartása és 103 ortodox lakosa volt.  1910-ben a Banja Luka-i járáshoz tartozó településen 16 háztartást, éa 114 ortodox lakost találtak. A monarchia szétesésével 1918-ban előbb a Szerb-Horvát-Szlovén Királyság, majd 1929-től a Jugoszláv Királyság része. 1921-ben a községnek 21 háztartása és 137 lakosa volt. Az 1929-es törvény értelmében, amikor Bosznia-Hercegovinát négy banovinára, Drinskára, Vrbaskára, Zetskára és Primorskára osztották, a település a Vrbaska banovina része lett, amelynek székhelye Banja Luka volt. 
Jugoszlávia megszállása után a Független Horvát Állam (NDH) része lett. A második világháború után a szocialista Jugoszláviához tartozott. A daytoni békeszerződést követő területfelosztásnál Laktaši község részeként a Szerb Köztársaság területéhez került.

## Gazdaság
A lakosság főként mezőgazdasággal foglalkozik. Kisebb része külföldön, Klašnicében, Laktašiban vagy Banja Lukában dolgozik.

## Infrastruktúra
A faluban két üzlet és két kávézó, valamint egy kőfaragó működik. A Čardacani helyi közösséghez tartozik. 1970-ben kapott áramot, 1999-ben telefonkapcsolatot.

## Oktatás
A falunak soha nem volt iskolája. A gyerekek régebben többnyire Čardačaniba jártak iskolába, ma pedig Boškovićiben járnak általános iskolába.